# Länsväg 315
De Zweedse weg 315 (Zweeds: Länsväg 315) is een provinciale weg in de provincies Jämtlands län en Västernorrlands län in Zweden en is circa 114 kilometer lang.

## Plaatsen langs de weg
- Vemdalen
- Överturingen
- Östavall

## Knooppunten
- Riksväg 84 richting Hede (begin)
- Länsväg 316 naar Klövsjö
- E45
- Länsväg 314
- Riksväg 83 bij Östavall (einde)